# Краснооктябрьский (Челябинская область)
Краснооктябрьский — поселок Троицком районе Челябинской области. В составе Родниковского сельского поселения.

## География
Расположен в северной части района. Рельеф — равнина (Западно-Сибирская равнина); ближайшие выс.— 227 и 261 м. Ландшафт — лесостепь. Окрестности безлесые, изредка встречаются березовые колки. К. связан грунтовыми дорогами с соседними населенными пунктами. Расстояние до районного центра (Троицк) 44 км, до центра сельского поселения (пос. Родники) — 14 км.

## История
Поселок осн. предположительно в 1931 при 1-м отделении зерносовхоза «Троицкий». С 1942 на его терр. располагалось 2-е отделение совхоза «Карсинский». Включен в список адм. образований Чел. обл. в 1963; тогда же получил совр. назв. Ныне в К. размещается 2-е отделение СХП «Карсинское». 

## Население
| 2002 | 2010 |
| ---- | ---- |
| 156  | ↘88  |

(в 1963 — 347, в 1971 — 284, в 1983 — 174, в 1995 — 188)

## Улицы
- Лесная улица
- Центральная улица